# (4692) SIMBAD
(4692) SIMBAD est un astéroïde de la ceinture principale.

## Description
(4692) SIMBAD est un astéroïde de la ceinture principale. Il fut découvert par Brian A. Skiff le 4 novembre 1983 à Flagstaff (Observatoire Lowell). Il présente une orbite caractérisée par un demi-grand axe de 2,25 UA, une excentricité de 0,147 et une inclinaison de 3,7° par rapport à l'écliptique.
Il fut nommé en référence au Centre de données astronomiques de Strasbourg (CDS), situé à l'Université de Strasbourg, pour la création et la maintenance de la base d'objets stellaires SIMBAD (Set of Identifications, Measurements, and Bibliography for Astronomical Data).

## Compléments